# زابورشکی
زابورشکی (به لهستانی:  Zaboryszki) یک روستا در لهستان است که در گمینا شپلیشکی واقع شده‌است. زابورشکی ۲٬۶۰۰ نفر جمعیت دارد.